# Dorotowo (Stawiguda)

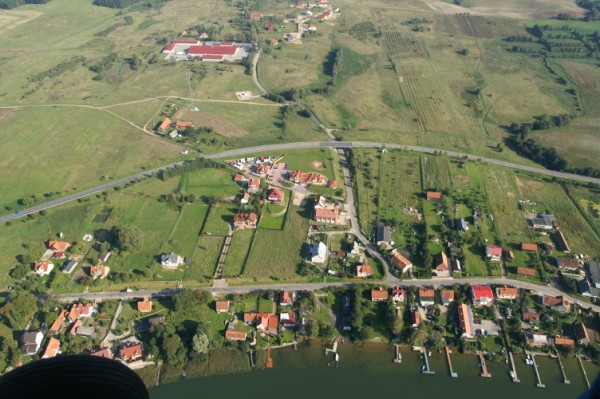
Dorotowo – Seeufer

Dorotowo (deutsch Darethen) ist ein Dorf mit Sitz eines Schulzenamtes in der Gmina Stawiguda (Landgemeinde Stabigotten). Es liegt im Powiat Olsztyński (Kreis Allenstein) in der Woiwodschaft Ermland-Masuren im Nordosten Polens.

## Geographie

### Geographische Lage
Dorotowo liegt im Westen der Masurischen Seenplatte, die zum Baltischen Höhenrücken gehört. Charakteristisch für die Gegend sind zahlreiche Seen, Flüsse, sowie Nadel- und Mischwälder. Nordwestlich des Dorfes liegt der Jezioro Wulpińskie (deutsch Wulpingsee, auch: Thomsdorfer See) mit acht Inseln und einer Fläche von 706 Hektar. Die Entfernung nach Olsztyn (Allenstein) beträgt 10, nach Olsztynek (Hohenstein)  17, nach Pasym (Passenheim)38 und nach Stawiguda (Stabigotten) 5 Kilometer. Östlich am Dorf verläuft die ehemalige polnische Landesstraße 51 (einstige deutsche Reichsstraße 130) Olsztyn–Olsztynek.

### Geologie
Die Landschaft ist durch den Eisschild gestaltet worden und ist eine postglaziale, hügelige, bewaldete Grundmoräne mit vielen Rinnen-, Binnenseen und Flüssen.

## Geschichte

### Ortsgeschichte
Ursprünglich lebten hier die heidnischen Prußen. Seit 1243 war das Bistum Ermland ein Teil des Deutschordenslandes. Im Dezember 1348 sind hier die Handfeste für mehrere Dienstgüter zu jeweils fünf Hufen verliehen worden. Einer der Lokatoren war der Altpruße Doroth, von dem der Ortsname abgeleitet wurde. Nach dem Zweiten Frieden von Thorn im Jahr 1466 wurde Ermland als autonomes Fürstbistum Ermland der Krone Polens untergeordnet.
Von 1818 bis 1945 gehörte das Dorf dem Landkreis Allenstein im Regierungsbezirk Allenstein an. Im Mai 1874 wurde der Amtsbezirk Kranz (polnisch Kręsk) gebildet, zu dem die Landgemeinde Dorothowo gehörte. Zum 24. September 1913 wurde Dorothowo in Darethen umbenannt.
Während des Ersten Weltkriegs wurde westlich des Dorfes die Schlacht bei Tannenberg ausgetragen; ein Gedenkstein und -kreuz erinnern daran.
Aufgrund der Bestimmungen des Versailler Vertrags stimmte die Bevölkerung im Abstimmungsgebiet Allenstein, zu dem Darethen gehörte, am 11. Juli 1920 über die weitere staatliche Zugehörigkeit zu Ostpreußen (und damit zu Deutschland) oder den Anschluss an Polen ab. In Darethen stimmten 240 Einwohner für den Verbleib bei Ostpreußen, auf Polen entfielen 40 Stimmen.
Nach dem 20. Januar 1945 wurde Darethen von der Roten Armee eingenommen und der sowjetischen Kommendantur unterstellt. Nach Kriegsende kam das Dorf zu Polen und erhielt die polnische Namensform Dorotowo. Es gehört zur Landgemeinde Stawiguda (Stabigotten) im Powiat Olsztyński (Kreis Allenstein), zwischen 1975 und 1998 der Woiwodschaft Olsztyn, seither der Woiwodschaft Ermland-Masuren zugehörig.

### Einwohnerentwicklung
- 1861: 394
- 1905: 441
- 1913: 487
- 1921: 508
- 1927: 528
- 1938: 565
- 2012: 419[6]

## Kirche

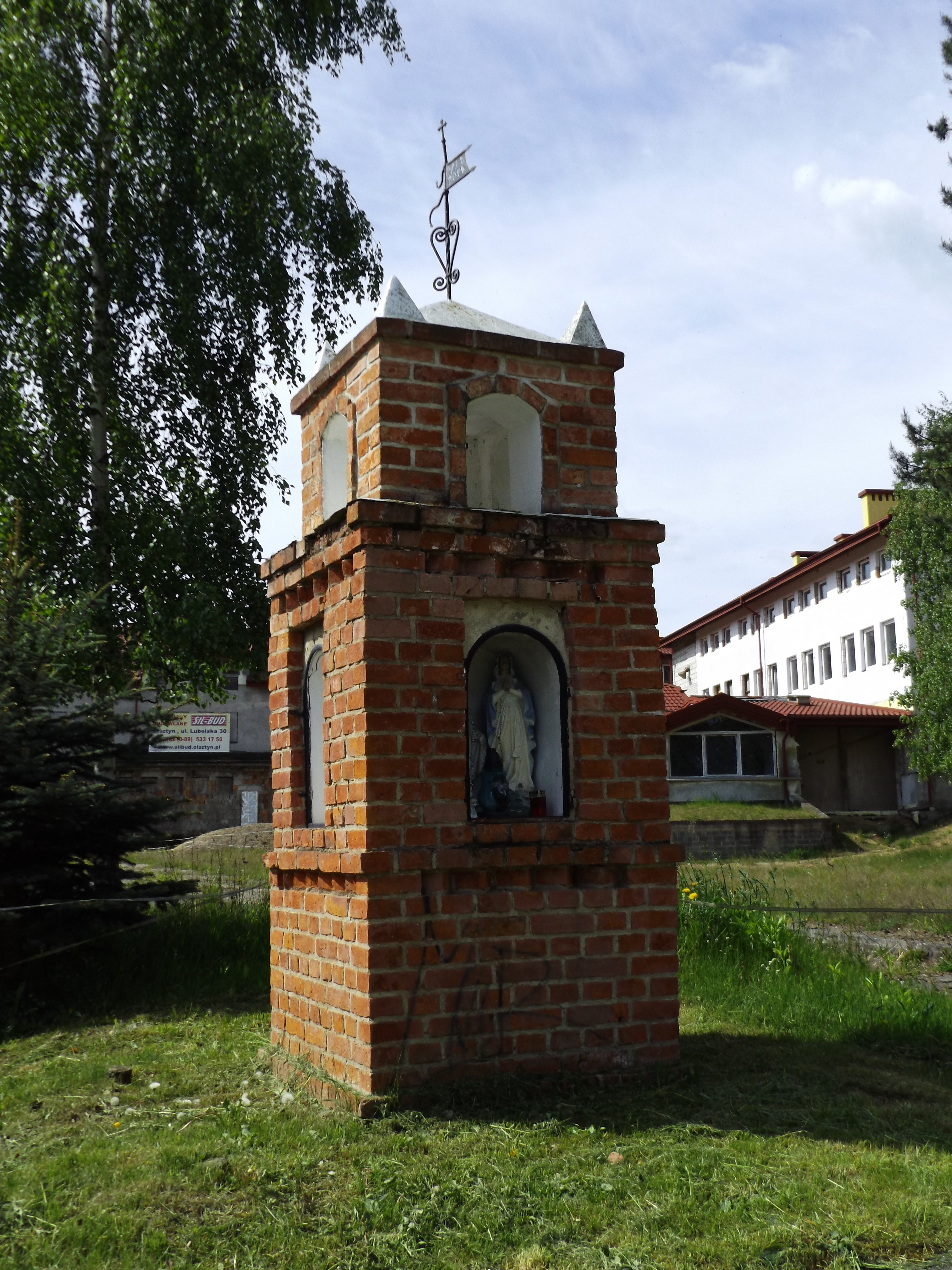
Bildstock bei Dorotowo

Bis 1945 war Darethen in die evangelische Kirche Allenstein in der Kirchenprovinz Ostpreußen der Kirche der Altpreußischen Union, außerdem in die römisch-katholische Kirche (Groß) Bertung (polnisch Bartąg) im damaligen Bistum Ermland eingepfarrt.
Heute besteht in Dorotowo eine eigene römisch-katholische Pfarrei, die der Hl. Dorothea von Montau gewidmet ist. Sie ist Teil des Dekanats Olsztynek im jetzigen Erzbistum Ermland. Evangelischerseits ist Dorotowo der Christus-Erlöser-Kirche Olsztyn mit der Filialkirche Olsztynek in der Diözese Masuren der Evangelisch-Augsburgischen Kirche in Polen zugeordnet.

## Verkehr

### Straße

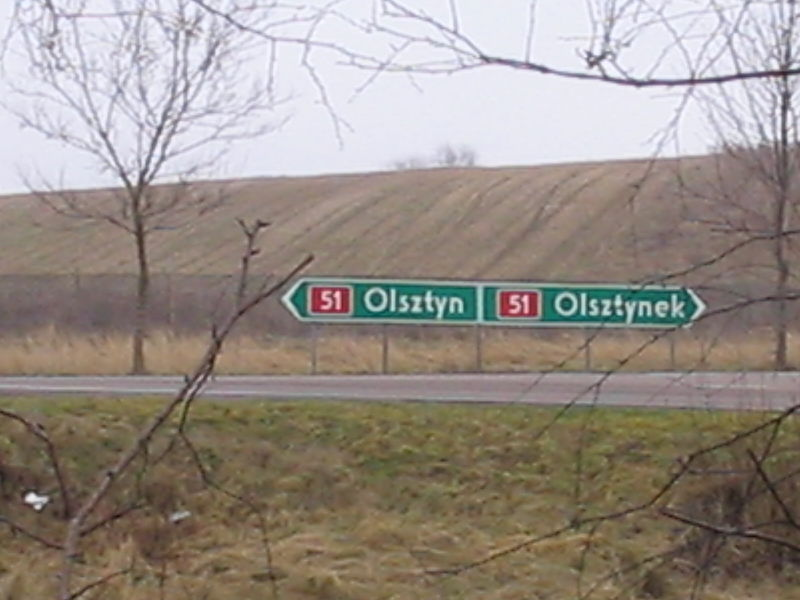
Veraltetes DK 51-Straßenschild in Dorotowo

Durch Dorotowo verläuft eine Nebenstraße, die Olsztyn (Allenstein) mit Olsztynek (Hohenstein) verbindet. Es ist die ehemalige polnische Landesstraße 51 (frühere deutsche Reichsstraße 130), deren Verkehr nun über die parallel verlaufende Schnellstraße 51 (nächste Anschlussstelle:  Olsztyn Południe (Allenstein-Süd)) geführt wird. Aus der westlichen Region von Kręsk (Kranz) kommend endet eine andere Nebenstraße in Dorotowo.

### Schiene
Die Dorotowo am nächsten gelegene Bahnstation ist Gągławki (Ganglau). Sie liegt an der PKP-Linie 216: Działdowo–Olsztyn (deutsch Soldau–Allenstein).

## Persönlichkeiten
- Alexander Herrmann (1900–1981), deutscher HNO-Arzt und Hochschullehrer, geboren in Dorothowo (ab 1913 Darethen)
- Edward Cyfus (1949–2025), polnischer Sachbuchautor, Heimatforscher und Publizist, geboren in Dorotowo